# Wohn- und Wirtschaftsgebäude Osterende 5

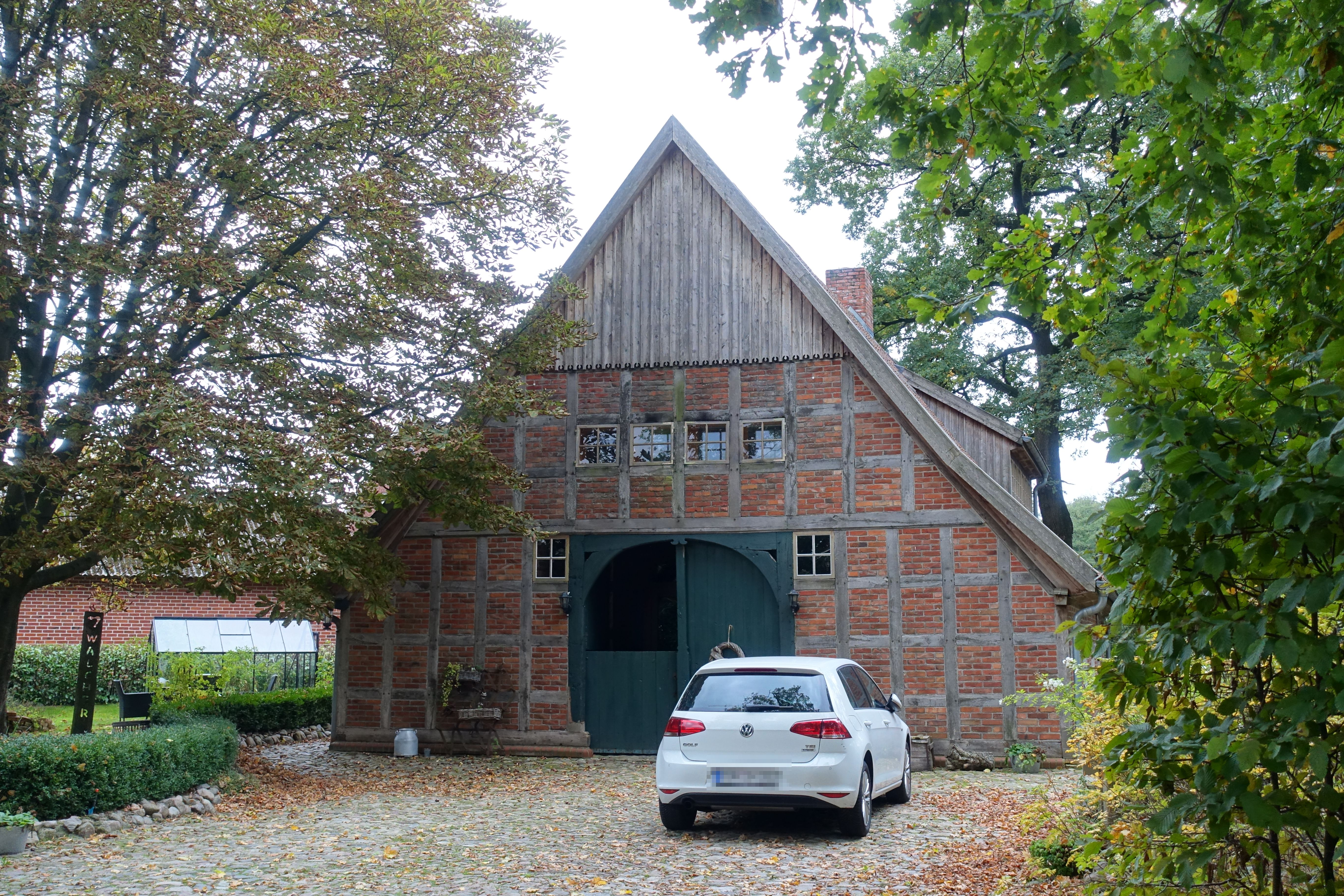
Nordwestfassade (2022)

Das Wohn- und Wirtschaftsgebäude Osterende 5 (Tieten Hus) in der niedersächsischen Gemeinde Scheeßel, Ortsteil Westervesede, wurde zum Anfang des 19. Jahrhunderts gebaut. Aktuell (2025) wird es zum Wohnen und gewerblich genutzt.
Das Gebäude steht unter Denkmalschutz (siehe auch Liste der Baudenkmale in Scheeßel).

## Geschichte und Beschreibung
Scheeßel wurde 1205 als Archidiakonat genannt. Vesede wurde 1226 erwähnt und teilte sich im 13./14. Jahrhundert in Westervesede und Ostervesede. Die Orte gehören zum heutigen Landkreis Rotenburg (Wümme).
Das eingeschossige giebelständige zurückgesetzte Wohn- und Wirtschaftsgebäude als Zweiständer-Hallenhaus in Fachwerk mit Steinausfachungen, ziegelgedecktem Satteldach, regionaltypischer senkrechter Verbretterung in den oberen Giebeldreiecken und der Grooten Door mit Rundbogen wurde um 1800 gebaut. Das Innengerüst blieb erhalten. In der zweiten Hälfte des 19. Jahrhunderts wurde das Haus umgebaut.
Das Landesdenkmalamt befand u. a.: „… ein regionstypisches Hallenhaus der Zeit um 1800 in Zweiständerkonstruktion ….“